# شيخة قصيرة الأزهار
الشيخة قصيرة الأزهار (باللاتينية: Senecio breviflorus) نوع نباتي يتبع جنس الشيخة من الفصيلة النجمية.

## الموئل والانتشار
موطنه الأصلي بلاد الشام وسيناء.

## مرادفات للاسم العلمي
- (باللاتينية: Senecio flavus subsp. breviflorus Kadereit)
- (باللاتينية: Senecio mohavensis subsp. breviflorus (Kadereit) M. Coleman)